# Stazione di Numazu
La stazione di Numazu (沼津駅 Numazu-eki?) è una stazione della città di Numazu, nella prefettura di Shizuoka. Presso la stazione passano le linee Tōkaidō e Gotemba, entrambe gestite dalla JR Central.

## Linee
JR Central
■ Linea principale Tōkaidō
■ Linea Gotemba

## Caratteristiche
La stazione JR di Numazu possiede tre marciapiedi a isola serventi sei binari in superficie. La stazione è dotata di tornelli di accesso automatici che supportano la tariffazione elettronica TOICA.
| 1-2 | ■ Linea principale Tōkaidō | per Shizuoka, Hamamatsu e Toyohashi     |
| 3   | ■ Linea Gotemba            | per Gotemba e Kōzu (diretti da Mishima) |
| 3   | ■ Linea principale Tōkaidō | per Atami, Odawara, Yokohama e Tokyo    |
| 4   | ■ Linea principale Tōkaidō | per Atami e Tokyo                       |
| 5   | ■ Linea Gotemba            | per Gotemba e Kōzu                      |
| 6   | ■ Linea Gotemba            | per Gotemba e Kōzu                      |
| 6   | ■ Linea principale Tōkaidō | per Atami e Tokyo                       |

## Stazioni adiacenti
| «                                     | Servizio                              | »                                     |
| Linea principale Tōkaidō (JR Central) | Linea principale Tōkaidō (JR Central) | Linea principale Tōkaidō (JR Central) |
| ------------------------------------- | ------------------------------------- | ------------------------------------- |
| Mishima                               | Locale                                | Katahama                              |
| Capolinea                             | Homeliner                             | Fuji                                  |
| Linea Gotemba                         |                                       |                                       |
| Ōoka                                  | Locale                                | Capolinea                             |